# رکسان بکفورد
رکسان بکفورد (انگلیسی: Roxanne Beckford؛ زادهٔ ۱۷ نوامبر ۱۹۶۹) یک هنرپیشه اهل ایالات متحده آمریکا است.